# Brenthis weissiana
Brenthis weissiana är en fjärilsart som beskrevs av De Sagarra 1924. Brenthis weissiana ingår i släktet Brenthis och familjen praktfjärilar. Inga underarter finns listade i Catalogue of Life.